# Anchoviella alleni
Anchoviella alleni is een straalvinnige vissensoort uit de familie van de ansjovissen (Engraulidae). De wetenschappelijke naam van de soort is voor het eerst geldig gepubliceerd in 1940 door Myers.